# 유대인 출판 협회
유대인 출판 협회(Jewish Publication Society, 약자 JPS, 원명은 Jewish Publication Society of America)는 미국 필라델피아에서 1888년에 랍비 조지프 크라우스코프 및 여러 명이 설립한 미국의 비영리, 무종교 지향 출판사로, 유대교 관련 작품들을 영어로 출판한다. JPS는 히브리어 성경의 영어 번역판 JPS 타나크로 알려져 있다.
JPS 타나크는 미국 내의 유대인 및 기독교 신학교에서 사용되며, 성인 대상 성경 학습 프로그램, 유대교 회당 및 유대 주간 학교 및 보충학습 프로그램 등에서 사용된다.
2012년 이래 JPS의 간행물은 네브레스카 대학 출판사를 통해 출판되고 있다.